# Endossomo
Endossomos (português brasileiro) ou endossomas (português europeu) são compartimentos membranosos formados a partir do processo de endocitose em células eucarióticas, por meio de fusão de vesículas provenientes de estruturas como a membrana plasmática, o aparato de Golgi e os lisossomos.
O dobramento da membrana é um passo essencial para a formação dos endossomos. Dessa maneira, são necessárias proteínas específicas como clatrina e caveolina, que ajudam no dobramento e formação da vesícula endossômica.

## Funções dos Endossomos
Uma das principais funções dos endossomos é a formação dos lisossomos, que ocorre a partir de um endossomo inicial que sofre um processo de amadurecimento, transformando-se em endossomo tardio e, posteriormente, irá formar o lisossomo. Nesse processo, ocorrem a redução gradual do pH, o recebimento de vesículas provenientes do aparato de Golgi e de lisossomos preexistentes e a ativação das enzimas lisossomais, que estavam presentes já no endossomo tardio. Nos lisossomos, ocorrerá digestão das partículas endocitadas.
Os endossomos são responsáveis também pelo endereçamento das partículas endocitadas para locais específicos. Eles podem, por exemplo, fazer a reciclagem de receptores e proteínas transmembrana que foram endocitados, enviando-os de volta para a membrana plasmática e ajudando a regular a composição da membrana. Outro possível destino para essas partículas é a translocação para outra porção da membrana, diferente daquela de origem, por meio de um processo conhecido como transcitose.
A transcitose acontece, geralmente, quando a presença de receptores específicos é necessária em um domínio diferente do que esse receptor se encontrava originalmente. Essa via de transocitose também inclui endossomos de reciclagem, que servem de locais de armazenamento intracelular para proteínas especializadas da membrana plasmática, as deixando disponíveis para quando forem necessárias.
Além disso, os endossomos são essenciais para o sistema nervoso na transmissão sináptica, porque após liberação do neurotransmissor, as vesículas sinápticas devem ser reformadas por um processo endocítico rápido para manter o seu número durante o período de ativação sináptica. Esse mecanismo de reciclagem local de vesículas diretamente ou através de um intermediário endossomal ainda está sendo estudado. No entanto, é possível que algum nível de interação entre as populações de vesículas endossômicas e sinápticas, provavelmente, se baseie em evidencia de que os reguladores de proteínas da função endossomal, tais como como Rab5, também podem modular propriedades de vesículas sinápticas, enquanto as proteínas da vesícula sináptica, como Rabphilin-3, podem influenciar propriedades de endossomas e ainda outras proteínas que estão presentes em ambos os endossomas e vesículas sinápticas e, presumivelmente, têm papéis comuns nessas redes. Os neurônios também dependem fortemente da endocitose para mediar a comunicação com tecidos periféricos necessários para a sobrevivência, uma vez que sinais extracelulares, incluindo hormônios e fatores de crescimento, modulam a função das células neuronais através da ligação à receptores de superfície e disparando cascatas de sinal dentro das células, sendo que essa ligação com os receptores acelera e facilita a endocitose dependente de clatrina. Logo, disfunções no processo de endocitose estão altamente relacionadas com algumas doenças neurodegenerativas. 

## Tipos de Endossomos
Existem três tipos de endossomos: os endossomos iniciais e os endossomos tardios, além do endossomo de reciclagem. Eles diferem entre si na composição proteica, nos marcadores, como as Rabs, além de mudanças no pH e diferenças na morfologia. O processo resume-se, geralmente, em uma vesícula endocítica que fusiona-se com os endossomos iniciais, que se maturam em endossomos tardios e, posteriormente, juntam-se aos lisossomos. Esse sistema é caracterizado pela maturação dos endossomos, mediado por uma H+ ATPase vacuolar da membrana endossômica, que bombeia H+ para o lúmen a partir do citosol, deixando um compartimento mais ácido que o outro, ativando as hidrolases ácidas que estão presentes na composição destes, sendo que no endossomo inicial elas ainda são entregues como pró-enzimas, chamadas de zimógenas, as quais são ativadas quando os endossomos tardios tornam-se endolisossomos.

### Endossomos Inicias
Os endossomos iniciais são os compartimentos endossomais mais próximos à membrana plasmática,sendo a principal estação de distribuição da via endocítica. O mecanismo pelo qual esses endossomos são formados ainda não está totalmente esclarecido, mas sabe-se que eles são mantidos pelas vesículas endocíticas que recebem. Eles consistem numa rede dinâmica túbulo-vesicular (vesículas conectadas com túbulos). Geralmente seu pH gira em torno de 6,5. Além disso, esses endossomos iniciais possuem marcadores RAB5A e RAB4, transferrina e os seus receptores. No ambiente levemente ácido dos endossomos iniciais, muitas proteínas receptoras internalizadas modificam as suas conformações e liberam os seus ligantes, além de seguirem outros destinos que varia conforme o tipo de receptor. 

#### As proteínas receptoras internalizadas podem seguir três caminhos
1-      Podem ser reciclados pelos endossomos de reciclagem e devolvidos para o mesmo domínio de membrana plasmática de onde se originaram de modo a compensar as endocitoses realizadas continuamente pela célula, como por exemplo os receptores de LDL, além dos receptores de transferrina (que recicla também o ligante), sendo que esse processo de reciclagem é controlado pelas proteínas RAB 4 e RAB11.
2-      Podem seguir para outro domínio da membrana plasmática, realizando um processo denominado transcitose, como por exemplo, o fator de crescimento epidérmico (EGF, epidermal growth fator), que é uma pequena proteína-sinal extracelular que estimula a divisão das células epidérmicas e de várias outras.
3-      Degradação nos lisossomos, quando os receptores não são removidos no endossoma inicial, seguindo a via normal da endocitose. Esse mecanismo pode diminuir a concentração de receptores na membrana, alterando a sensibilidade da célula ao ligante.

### Endossomos Tardios
Uma série de eventos de maturação ocorre para que os endossomos inciais transformem-se em endossomos tardios, à medida em que vesículas provenientes do endossomo inicial são transportadas através dos microtúbulos em direção à região mais próxima ao núcleo. Dentre esses acontecimentos há a diminuição progressiva de pH (O pH está em torno de 6), a transição de RAB5 para RAB7, o recebimento de enzimas lisossomais provenientes do aparato de Golgi (receptores de manose 6-fosfato), a perda de conteúdo por meio de vesículas de reciclagem de receptores, a formação dos corpos multivesiculares e a fusão com outros endossomos tardios.
Os corpos multivesiculares, representam um estado de transição entre o endossomo inicial e o tardio. Eles são formados quando o endossomo inicial, ao caminhar pelos microtúbulos, perde membrana de túbulos e vesículas, e engloba pedaços de membranas invaginadas e de vesículas brotadas internamente. Depois de formados, os corpos multivesiculares se fundem entre si ou com um endossomo tardio preexistente, para se tornarem endossomos tardios. Esses corpos multivesiculares carregam as proteínas de membrana endocitadas que permanecem nos endossomos para que sejam degradadas. Nesse caso, proteínas específicas se fundem às membranas invaginadas do corpo multivesicular, de forma que os receptores de membrana e as proteína-sinal ligadas a eles sejam mais facilmente digeridas pelas enzimas digestivas.
O brotamento de vesícula dentro do corpo multivesicular é orientado por marcações de ubiquitina, que auxiliam a entrada de proteínas para dentro das vesículas. Essas proteínas, ao serem entregues à membrana do endossomo, têm suas marcas de ubiquitina novamente reconhecidas por diversos complexos proteicos citosólicos, que medeiam o transporte de proteínas-carga para a membrana endossômica. Essa maquinaria também é utilizada por vírus como o do HIV, do ebola e outros vírus envelopados para brotarem da membrana plasmática para o espaço extracelular.
Embora haja enzimas lisossomais no endossomo tardio, muitas estão inativas devido ao pH desses endossomos não ser suficientemente baixo para que ocorra a ativação dessas enzimas e também devido ao fato de essas proteínas serem entregues ao endossomo como pró-enzimas, que possuem domínios inibitórios associados.
O endossomo tardio, por sua vez, sofrerá processos de acidificação crescente e de fusão com lisossomos preexistentes, até que seja convertido em um lisossomo, onde serão degradadas as moléculas restantes do processo de endocitose. 

## Endocitose
O processo de endocitose caracteriza-se pela assimilação de macromoléculas, substâncias particuladas e, em casos especiais, outras células. Ele é marcado inicialmente pela invaginação da membrana plasmática e posterior projeção de uma vesícula endocítica, a qual contém o material a ser digerido. Existem dois tipos principais de endocitose, a fagocitose e a pinocitose. A primeira ocorre em células especializadas, enquanto a segunda é realizada constantemente pela maioria das células.
Na fagocitose, ocorre o englobamento de partículas grandes, como células mortas e microrganismos, em vesículas denominadas fagossomos. Esse é o mecanismo é utilizado por células de defesa, como macrófagos e neutrófilos, para proteger o organismo contra microrganismos invasores. Nesse caso, dizemos que ela é facilitada, pois ocorre por intermédio de receptores e sinalizadores específicos para patógenos (PAMP). Esse evento é muitas vezes precedido de uma opsonização. O material fagocitado é encaminhado para o lisossomo por meio de radicais oxigenados e nitrogenados para inviabilizar o antígeno, produzindo com este evento, no cado de células de defesa, a geração de uma resposta inflamatória.
Na pinocitose, ingerem-se fluidos e solutos através das vesículas pinocíticas. Essas vesículas podem ser formadas a partir de fossas revestidas por clatrina ou a partir dos cavéolos, que são formados em locais ricos em colesterol e glicoesfingolipídeos da membrana plasmática (lipid rafts). No entanto, as moléculas que entram na célula por cavéolos evitam os endossomos e lisossomos, destacando-se da membrana plasmática utilizando dinamina e podem entregar os seus conteúdos para caveossomos ou para a membrana plasmática do lado oposto em uma célula polarizada, em um processo chamado transcitose.
Além disso, as vesículas revestidas por clatrina podem fornecer uma importante via para a célula, a endocitose mediada por receptores, na qual moléculas extracelulares são seletivamente endocitadas, logo é uma via regulada e que permite com que haja um mecanismo seletivo para captação de moléculas, aumentando a eficiência desse sistema. Logo, os componentes do fluido extracelular, que são designados para entrar na célula, podem ser captados em quantidade mais elevada, sem a necessidade de uma alta concentração, uma vez que será uma endocitose específica. Para isso, utilizam-se proteínas receptoras transmembrana específicas para certos ligantes, sendo que muitas daquelas entram nas fossas revestidas por clatrina estando ou não ligados aos seus ligantes específicos, sendo que podem também gerar uma mudança conformacional, para que seja ativada a sequência-sinal que os guia para dentro das fossas. No caso, essa estrutura da clatrina, essa estrutura é constituída por três cadeias pesadas e três cadeias leves, associando-se uma com as outras por meio da sobreposição de seus braços. Se liga a adaptinas, que fazem o reconhecimento e contato direto com o receptor da membrana específico.Salienta-se que não há gasto energético para montar a estrutura, e também que o mecanismo de clatrina não ocorre em lipd raft. Muitos tipos de receptores podem agrupar-se na mesma fossa revestida, enquanto alguns outros receptores agrupam-se em fossas revestidas de clatrina diferentes. Embora esses receptores compartilhem o mesmo compartimento endossômico, os destinos posteriores das moléculas endocitadas são diferentes.
A endocitose dependente de clatrina e mediada por receptores é altamente regulada. Os receptores são, primeiramente, modificados por uma ligação covalente com proteína ubiquitina, consistindo num processo denominado monoubiquitinização ou multiubiquitinização, no qual adiciona-se uma ou mais moléculas de ubiquitina à proteína, respectivamente. Proteínas que se ligam à ubiquitina a reconhecem e guiam os receptores modificados para dentro das fossas revestidas de clatrina. Após a entrega aos endossomos, outras proteínas ligantes de ubiquitina a reconhecem e auxiliam a mediar as etapas de classificação. Outrossim, o mecanismo mediado por clatrina ocorre de maneira rápida e enriquecida, sendo uma forma de invasão de estruturas que não são próprias da célula, Não obstante, existem vírus – que por razões não evolutivamente não tão esclarecida, fazem uso dessa via para aproveitarem pH lisossomal, degradando seus capsídeos mais facilmente. Participa da via Clássica de endocitose. Além da função nutricional e de defesa, a endocitose mediada por clatrina é a regulação negativa da sinalização celular por internalização ou degradação de receptores e manutenção da homeostase celular, por exemplo, por meio de bombas de íons de tráfico intracelular. Um exemplo dessa via é a captação de colesterol. São enviados sinais para que as células produzam receptores de LDL, na medida em que há necessidade do colesterol para a formação de membranas. Assim, quando a lipoproteína LDL se liga ao receptor específico, a membrana plasmática sofre uma alteração na sua conformação, iniciando a internalização da partícula, a qual é mediada por vesículas revestidas por clatrina. Após a invaginação, as vesículas perdem esse revestimento e se fundem aos endossomos iniciais. A partir daí, seguem a via normal dos endossomos. Se a quantidade de colesterol estiver exacerbada, o a célula silenciará a própria produção de colesterol, além da síntese das proteínas receptoras de LDL, impedindo a fabricação e a importação de colesterol. Somando-se a esta maneira de regulação, caso o processo de captação de LDL seja impedido, devido, geralmente, a genes defectivos codificadores das proteínas receptoras de LDL, o colesterol se acumulará no sangue, fazendo com que o fluxo sanguíneo fique bloqueado, podendo gerar uma doença conhecida como aterosclerose (depósito de lipídeos e de tecidos fibrosos formando placas, obstruindo o vaso). Em consequência disso, algumas pessoas sofrem derrames e ataques cardíacos.
A endocitose mediada por caveolinas ocorre em áreas de formação de lipid raft, pois estas estruturas já estão inseridas na membrana. Estão aderidas na parte citosólica da membrana com porções -N e -C orientadas para dentro d o citosol. São inseridos juntos do processo de formação de membrana no Retículo Endoplasmático. São ausentes em algumas células, como leucócitos e neurônios. São menos específicas que as clatrinas e o seu processo de dobramento é mais lento, não participando da degradação lisossomal, portanto, não participa da via direta de transporte de vesículas. Em virtude disso, processos de invasão viral são mais suscetíveis nesta via, que chegara mais perto do núcleo, retículo endoplasmático e Complexo de Golgi. A via é medida por proteínas como a cavina, que orienta a curvatura da vesícula, e da dinamina, que ajuda na liberação desse endossoma por estrangulamento. Ademais, há semelhança estrutural de Caveolinas com Flotininas.